# Viktor Hierländer
Viktor Hierländer (Vienna, 7 giugno 1900 – 20 gennaio 1982) è stato un calciatore austriaco, di ruolo attaccante.

## Carriera

### Nazionale
Il 13 dicembre 1925 esordisce contro la Nazionale belga (3-4), alla quale sigla un gol.

## Palmarès

### Giocatore

#### Competizioni nazionali
- Campionato austriaco: 3

Floridsdorfer: 1917-1918
Amateure Vienna: 1923-1924, 1925-1926
- Coppa d'Austria: 3

Amateure Vienna: 1923-1924, 1924-1925, 1925-1926

### Allenatore

#### Competizioni nazionali
- Campionato polacco: 1

KS Cracovia: 1930
- Campionato austriaco: 2

Admira Vienna: 1935-1936, 1936-1937